# Церква Вознесіння Господнього (Кобилецька Поляна)
Церква Вознесіння Господнього (Кобилецька Поляна) — втрачена (знищена) дерев'яна церква в селі Кобилецька Поляна, Закарпатської області, пам'ятка архітектури національного значення.

## Історія
Церква датована XVIII ст., хоча місцеві жителі датують її 1512 роком. В документах є згадка 1801 р. проте, що в селі розташовується дерев’яна церква, із твердого дерева, добра, забезпечена необхідними речами. Стіни храму були поштукатурені і побілені в XIX ст. До радянського періоду церква належала УГКЦ. В радянські часи церква охоронялась як пам'ятка архітектури Української РСР (№ 204). В 1992 р. поруч з нею за 1 метр від вівтарного зрубу православна громада села збудувала нову церкву, а в 1994 році дерев'яну церкву розібрали. Греко-католики запланували перенести залишки церкви та зібрати її на новому місці. Також були плани перенести її в музей Шевченківський гай у Львові та Закарпатський музей народної архітектури та побуту в Ужгороді. Проте православна громада під проводом священика спалила залишки храму та дзвіниці.

## Архітектура
Церква складалась з двох зрубів та трьох частин — рівношироких бабинця і нави, а також вужчої вівтарної частини. Зруб бабинця і нави перекритий вищим двускатним дахом, а над вівтарною частиною теж двускатний, але значно нижчерозташований дах. Обидва дахи були перекриті гонтом. Над бабинцем була  квадратна в плані барокова вежа-дзвіниця, з арочними голосниками. Ганок був оформлений у вигляді відкритої галереї. Опасання навколо церкви плавно переходить з даху вівтаря. На хори, розташовані в наві веде вихід з бабинця.  Нава мала високе коробове склепіння, бабинець — плоске склепіння, а вівтар — склепіння у формі зрізаної піраміди. Церква мала прямокутні вікна у верхній частині нави та вівтарі.

## Див також
- Церква святого Миколи Чудотворця (Ізки);
- Церква Святого Духа (Колочава);
- Іллінська церква (Тишів);
- Церква Святого Миколая (Свалява)
- Церква Стрітення Господнього (Руська Долина).